# Championnat National
El Campeonato Francés Nacional (en francés:Championnat de France National) —conocido como National— es un torneo de fútbol que se disputa en Francia. Dentro de la organización de la liga francesa de fútbol es la tercera división del sistema de ligas de fútbol de Francia, detrás de la Ligue 1 y Ligue 2. Los clubes de la National participan en la Copa de la Liga (los equipos acreditados como profesionales) y en la Copa de Francia. El torneo atrae aproximadamente 2.000 espectadores por partido.
Esta categoría es el nivel de liga más alto que puede aspirar un club francés de categoría no profesional; ya que, en caso de lograr subir al siguiente nivel, la Ligue 2,  el club deberá obligatoriamente obtener el estatus profesional para poder participar.

## Competición
El torneo se juega a 34 jornadas todos contra todos. Al final de la temporada, que se juega entre agosto y mayo, los tres primeros clasificados de los dieciocho participantes logran su ascenso a la Ligue 2 (segunda división), y los cuatro últimos descienden al Championnat National 2 (cuarta división).  
Desde la reforma de los campeonatos de la Federación Francesa de Fútbol en 2013, el campeonato nacional ahora cuenta con 18 clubes. Los clubes pueden ser semi profesionales o profesionales en este nivel. Los relegados de la Ligue 2 tienen derecho a mantener su estatus profesional hasta dos temporadas posteriores a su descenso, lo que limita el número de clubes profesionales del National a seis. Las excepciones son posibles para aumentar temporalmente este número.

## Equipos participantes

### Temporada 2025–26
| Club                                    | Ciudad                 | Estadio                     | Capacidad |
| --------------------------------------- | ---------------------- | --------------------------- | --------- |
| Athletic Club Ajaccien                  | Ajaccio                | Stade François-Coty         | 13.520    |
| Stade Malherbe Caen                     | Caen                   | Stade Michel d'Ornano       | 21.500    |
| Dijon Football Côte d'Or                | Dijón                  | Stade Gaston Gérard         | 16.098    |
| Football Bourg-en-Bresse Péronnas 01    | Bourg-en-Bresse        | Stade Marcel-Verchère       | 8.840     |
| Aubagne Football Club                   | Aubagne                | Stade de Lattre-de-Tassigny | 3.000     |
| Union Sportive Orléans                  | Orléans                | Stade de la Source          | 7.533     |
| Union Sportive Concarneau               | Concarneau             | Stade Guy-Piriou            | 2.539     |
| Valenciennes Football Club              | Valenciennes           | Stade du Hainaut            | 25.172    |
| Football Club Rouen                     | Petit-Quevilly         | Stade Robert-Diochon        | 8.372     |
| Union sportive Quevilly-Rouen Métropole | Petit-Quevilly         | Stade Robert-Diochon        | 8.372     |
| Football Club Sochaux-Montbéliard       | Montbéliard            | Stade Auguste Bonal         | 20.005    |
| Football Club de Versailles 78          | París                  | Stade Georges-Lefèvre       | 2.164     |
| París 13 Atlético                       | París                  | Stade Charléty              | 19.151    |
| Football Club Villefranche Beaujolais   | Villefranche-sur-Saône | Stade Armand-Chouffet       | 3.500     |
| La Berrichonne de Châteauroux           | Châteauroux            | Stade Gaston Petit          | 17.072    |
| Le Puy Foot 43 Auvergne                 | Le Puy-en-Velay        | Stade Charles Massot        | 4.800     |
| Stade Briochin                          | Saint-Brieuc           | Stade Fred-Aubert           | 11.000    |
| Football Club Fleury 91                 | Viry-Châtillon         | Stade Robert-Bobin          | 18.600    |

Nota: las banderas son proposiciones representativas por región, departamento o territorio histórico. En Francia no es habitual utilizar banderas de las regiones o departamentos. 

## Historial
| Temporada                          | Campeón                             | Ascensos a Ligue 2                                                                            | Descensos a National 2                                                                                      |
| ---------------------------------- | ----------------------------------- | --------------------------------------------------------------------------------------------- | --- |
| Championnat National por grupos    |                                     |                                                                                               | |
| 1993-94                            | LB Châteauroux                      | La Berrichonne de Châteauroux EA Guingamp Amiens Sporting Club Canet Roussillon Football Club | AS Évry AS Cherbourg RC Ancenis AC Arles JGA Nevers FC Annecy                                               |
| 1994-95                            | FC Lorient                          | FC Lorient Stade Poitevin SA Spinalien CS Louhans-Cuiseaux                                    | Racing CF 92 AS Lyon-Duchère FC Rouen Pau FC Stade de Vallauris.                                            |
| 1995-96                            | Sporting Toulon Var                 | Sporting Club Toulon Stade Briochin AS Beauvais Oise Espérance Sportive Troyes                | US Valenciennes-Anzin Brive AS Muret Stade Quimpérois La Roche-sur-Yon VF FCSR Haguenau SCO Roubaix ESA     |
| 1996-97                            | Nîmes Olympique                     | Nîmes Olympique ES Wasquehal                                                                  | Descendieron un total de 18 clubes para reformar la categoría en la siguiente edición.                      |
| Championnat National a grupo único |                                     |                                                                                               | |
| 1997-98                            | Athletic Ajaccio                    | Athletic Ajaccio CS Sedan-Ardennes                                                            | Descendieron un total de 6 clubes para reformar la categoría en la siguiente edición.                       |
| 1998-99                            | Club Sportif Louhans-Cuiseaux       | Club Sportif Louhans-Cuiseaux US Créteil                                                      | FC Mulhouse US Lusitanos Saint-Maur AS Angoulême-Charente AS Saint-Priest Sporting Toulon Var               |
| 1999-00                            | AS Beauvais Oise                    | AS Beauvais Oise FC Martigues SCO Angers                                                      | Paris FC AS Évry P ES Fréjus US Raon L'Etape                                                                |
| 2000-01                            | Grenoble Foot                       | Grenoble Foot Amiens SC Football Club Istres Ouest Provence                                   | GFCO Ajaccio Valenciennes FC Pacy VEF Thouars Foot 79 AS Red Star                                           |
| 2001-02                            | Clermont Foot                       | Clermont Foot Stade de Reims ASOA Valence Toulouse FC                                         | RC France US Boulogne CO US Lusitanos Saint-Maur Olympique Noisy-le-Sec Calais RUFC                         |
| 2002-03                            | Besançon Racing Club                | Besançon Racing Club SCO Angers FC Rouen                                                      | FC Martigues Olympique Alès Trélissac FC ES Viry-Châtillon La Roche/Yon VF Stade Beaucairois                |
| 2003-04                            | Stade de Reims Champagne            | Stade de Reims Champagne Stade Brestois 29 Dijon FCO                                          | CS Louhans-Cuiseaux AS Angoulême-Charente FC Bourg-Péronnas AS Beauvais                                     |
| 2004-05                            | Valenciennes Football Club          | Valenciennes Football Club FC Sète                                                            | ASOA Valence Racing France Besançon Racing ES Wasquehal FC Rouen US Roye                                    |
| 2005-06                            | Chamois Niortais Football Club      | Chamois Niortais Football Club Tours Football Club Football Club Libourne                     | Aviron Bayonnais Croix de Savoie AS Moulins GFCO Ajaccio                                                    |
| 2006-07                            | Clermont Foot Auvergne (2)          | Clermont Foot Auvergne US Boulogne SCO Angers                                                 | Sporting Toulon Var US Raon SO Châtellerault AS Yzeure                                                      |
| 2007-08                            | Vannes Olympique Club               | Vannes Olympique Club Tours Football Club Nîmes Olympique                                     | Pau FC Villemomble Sports FC Martigues SO Romorantin                                                        |
| 2008-09                            | Football Club Istres Ouest Provence | Football Club Istres Ouest Provence Stade Lavallois Mayenne Football Club AC Arles            | FC Sète FC Libourne-Saint-Seurin Chamois niortais FC Calais RUFC Entente Sannois Saint-Gratien AS Cherbourg |
| 2009-10                            | Évian Thonon Gaillard FC            | Évian Thonon Gaillard FC Stade de Reims ES Troyes Aube Champagne                              | AS Moulins SO Cassis Carnoux Hyères FC CS Louhans-Cuiseaux                                                  |
| 2010-11                            | Sporting Club de Bastia             | Sporting Club de Bastia Amiens SC EA Guingamp                                                 | Racing Strasbourg AS Cannes Pacy VEF Gap FC Rodez AF Stade plabennecois UJA Alfortville FC Gueugnon         |
| 2011-12                            | Nîmes Olympique (2)                 | Nîmes Olympique Chamois Niortais FC GFCO Ajaccio                                              | AS Beauvais FC Martigues Besançon Racing Aviron Bayonnais                                                   |
| 2012-13                            | Union Sportive Créteil-Lusitanos    | Union Sportive Créteil-Lusitanos FC Metz CA Bastia                                            | FC Rouen SA spinalien AS Cherbourg US Quevilly                                                              |
| 2013-14                            | US Orléans                          | US Orléans GFCO Ajaccio                                                                       | Luzenac AP USJA Carquefou Vannes OC ES Uzès PDG                                                             |
| 2014-15                            | FC Red Star                         | FC Red Star Paris FC FC Bourg-Péronnas                                                        | FC Istres US Colomiers Le Poiré-sur-Vie VF                                                                  |
| 2015-16                            | Racing Estrasburgo                  | Racing Estrasburgo US Orléans Amiens SC                                                       | Luçon VF SR Colmar ÉFC Fréjus Saint-Raphaël                                                                 |
| 2016-17                            | LB Châteauroux (2)                  | LB Châteauroux US Quevilly                                                                    | SAS Epinal CA Bastia CS Sedan Ardennes ASM Belfort                                                          |
| 2017-18                            | Red Star FC (2)                     | Red Star FC AS Béziers Grenoble Foot 38                                                       | Les Herbiers VF Marseille Consolat US Créteil-Lusitanos                                                     |
| 2018-19                            | Rodez AF                            | Rodez AF FC Chambly Oise Le Mans FC                                                           | Tours FC Marignane Gignac FC Entente SSG JA Drancy                                                          |
| 2019-20                            | Pau Football Club                   | Pau FC USL Dunkerque                                                                          | Le Puy Foot AS Béziers GFCO Ajaccio Sporting Club Toulon                                                    |
| 2020-21                            | S. C. Bastia                        | S. C. Bastia US Quevilly                                                                      | Union Sportive de Boulogne Football Club Bastia-Borgo Union Sportive Créteil-Lusitanos Lyon - La Duchère    |
| 2021-22                            | Stade Laval                         | Stade Laval Annecy F. C.                                                                      | Football Club Bastia-Borgo FC Chambly Union Sportive Créteil-Lusitanos Union Sportive de Boulogne           |
| 2022-23                            | Concarneau                          | Concarneau USL Dunkerque                                                                      | A. S. Nancy FC Bourg-Péronnas Stade Briochin Le Puy Foot 43 París 13 Atlético Football Club Bastia-Borgo    |
| 2023-24                            | Red Star FC (3)                     | FC Martigues                                                                                  | Goal FC US Avranches Marignane GCB FC SAS Épinal SO Cholet Niort FC                                         |
| 2024-25                            | A. S. Nancy                         | Le Mans FC Union Sportive de Boulogne                                                         | Nîmes Olympique                                                                                             |

### Palmarés
Nota: las banderas son proposiciones representativas por región, departamento o territorio histórico. En Francia no es habitual utilizar banderas de las regiones o departamentos. 
| Club                                | Títulos | Años de los campeonatos |
| ----------------------------------- | ------- | ----------------------- |
| Red Star Football Club              | 3       | 2015, 2018,2024         |
| Nîmes Olympique                     | 2       | 1997, 2012              |
| Clermont Foot Auvergne              | 2       | 2002, 2007              |
| La Berrichonne de Châteauroux       | 2       | 1994, 2017              |
| Sporting Club Bastiais              | 2       | 2011, 2021              |
| Football Club Lorient               | 1       | 1995                    |
| Sporting Club Toulon                | 1       | 1996                    |
| Athletic Club Ajaccien              | 1       | 1998                    |
| Club Sportif Louhans-Cuiseaux       | 1       | 1999                    |
| AS Beauvais                         | 1       | 2000                    |
| Grenoble Foot 38                    | 1       | 2001                    |
| Besançon Racing                     | 1       | 2003                    |
| Stade de Reims                      | 1       | 2004                    |
| Valenciennes Football Club          | 1       | 2005                    |
| Chamois Niortais Football Club      | 1       | 2006                    |
| Vannes Olympique Club               | 1       | 2008                    |
| Football Club Istres Ouest Provence | 1       | 2009                    |
| Évian Thonon Gaillard FC            | 1       | 2010                    |
| Union Sportive Créteil-Lusitanos    | 1       | 2013                    |
| Union Sportive Orléans              | 1       | 2014                    |
| Racing Estrasburgo                  | 1       | 2016                    |
| Rodez Aveyron Football              | 1       | 2019                    |
| Pau Football Club                   | 1       | 2020                    |
| Stade Laval                         | 1       | 2022                    |
| Concarneau                          | 1       | 2023                    |
| A. S. Nancy                         | 1       | 2025                    |